# Ananiiv Druhîi, Ananiiv
Ananiiv Druhîi (în ucraineană Ананьїв Другий) este o comună în raionul Ananiev, regiunea Odesa, Ucraina, formată numai din satul de reședință.

## Demografie
Componența lingvistică a comunei Ananiiv Druhîi
     Ucraineană (95,22%)
     Română (2,39%)
     Rusă (2,3%)
     Alte limbi (0,04%)
Conform recensământului din 2001, majoritatea populației comunei Ananiiv Druhîi era vorbitoare de ucraineană (95,22%), existând în minoritate și vorbitori de română (2,39%) și rusă (2,3%).